# Классическая мифология
Классическая (античная, древнегреческая и римская, греко-римская) мифология — совокупность и современная интерпретация связанных между собой мифов древних греков и римлян. Наряду с философией и политической мыслью мифология представляет собой одно из главных наследий классической античности, повлиявших на развитие западной культуры, начиная с эпохи Возрождения.
В Средние века и эпоху Возрождения, когда латынь оставалась доминирующим языком в Европе в международной науке, мифологические имена и названия почти всегда появлялись в латинизированной форме. С греческим возрождением в XIX веке, однако, греческие имена стали использоваться чаще, при этом как «Зевс», так и «Юпитер» широко использовались в качестве имени верховного бога классического пантеона.

## Классический миф
Классическая мифология — термин, часто используемый для обозначения мифов, принадлежащих к греческой и римской традициям. Считается, что мифы сначала развивались в устной традиции, которая начиная с Гомера и Гесиода (около 700 года до н. э.) начала приобретать литературные формы. Более поздние работы тех, кто изучал или собирал мифы, а иногда и все литературные произведения, относящиеся к мифологии, известны как мифографии, а те, кто писал их, — как мифографы. Классический миф, каким он предстаёт в поздней западной культуре, обычно представляет собой синкретизм различных версий как из древнегреческих, так и из римских источников.
Древнегреческие мифы были повествовательными, связанными с древнегреческой религией, и часто описывали действия богов и других сверхъестественных существ, а также героев, которые выходили за пределы человеческих возможностей. Основными источниками по древнегреческим мифам являются гомеровские эпосы, «Илиада» и «Одиссея», а также трагедии Эсхила, Софокла и Еврипида. Известные версии мифов преимущественно сохранялись в сложных литературных произведениях, отмеченных художественными талантами отдельных авторов и условностями жанра, в вазописи и в других формах изобразительного искусства. В этих формах мифологические повествования часто служили целям, которые не являются в первую очередь религиозными. К ним относятся даже комедии («Лягушки») или работы, затрагивавшие социальные вопросы («Антигона»).
Римские мифы представляли собой традиционные истории, относящиеся к легендам об основании Рима, религиозных институтов и моральным моделям, с акцентом на смертных персонажей лишь со случайным вмешательством божеств, но с всепроникающим чувством божественно упорядоченной судьбы. Римские мифы имеют тесную связь с римской историографией, как в первых книгах труда Тита Ливия «История от основания города». Самым известным римским мифом может служить предание о рождении Ромула и Рема и основании города, в котором братоубийство может рассматриваться как выражение долгой истории политического разделения в Римской республике.
Во время эллинизации римской литературы и культуры римляне стали отождествлять своих собственных богов с богами древних греков, адаптируя мифы о них. Так, например, в то время как древнегреческий бог Арес и италийский бог Марс оба были военными божествами, роли каждого из них в своём обществе и его религиозных практиках часто разительно отличались, но в литературе и искусстве римляне переосмыслили рассказы об Аресе в качестве мифов о Марсе. Литературным собранием греко-римских мифов, оказавшим наибольшее влияние на западную культуру, стали «Метаморфозы» римского поэта Овидия времён императора Августа.
Синкретизированные версии мифов сформировали классическую традицию мифографии, и ко времени появления влиятельного ренессансного мифографа Наталиса (XVI век) почти не делались различия между древнегреческими и римскими мифами. Мифы в том виде, в каком они появлялись в массовой культуре XX и XXI веков, часто имели лишь косвенное отношение к историям, рассказанным в древнегреческой и римской литературе.